# تشارلز بلاكويل
تشارلز بلاكويل (بالإنجليزية: Charles Blackwell)‏ هو منتج أسطوانات وكاتب أغاني بريطاني، ولد في 20 مايو 1940 في لندن في المملكة المتحدة.

## وصلات خارجية
- تشارلز بلاكويل على موقع IMDb (الإنجليزية)
- تشارلز بلاكويل على موقع ميوزك برينز (الإنجليزية)
- تشارلز بلاكويل على موقع أول ميوزيك (الإنجليزية)
- تشارلز بلاكويل على موقع ديسكوغز (الإنجليزية)
- تشارلز بلاكويل على موقع ديسكوغز (الإنجليزية)